# Lac Voulismeni
Le lac Voulismeni (grec moderne : Λίμνη Βουλισμένη, Límni Voulisméni) est un lac de Crète, en Grèce.
Il s'agit d'un ancien petit lac, relié à la mer situé au centre de la ville d'Agios Nikolaos sur l'île grecque de Crète. Il a une forme circulaire d'un diamètre de 137 m et d'une profondeur de 64 m. Le lac est relié au port de la ville par un canal creusé en 1870. Une vue panoramique du lac peut être vue depuis un petit parc situé au-dessus.
Selon la légende, la déesse Athéna s'y est baignée.
Chaque année, à minuit le jour de la Pâques orthodoxe, la majorité de la population de la ville se rassemble autour du lac pour célébrer la fête avec des feux d'artifice et des pétards.
Une légende urbaine locale affirme que le lac est sans fond. Cette affirmation est potentiellement basée sur sa profondeur impressionnante et disproportionnée par rapport à sa largeur ainsi que sur l'observation des perturbations sur le niveau de l'eau lors du séisme d'Amorgós en 1956.

## Source de la traduction
- (en) Cet article est partiellement ou en totalité issu de l’article de Wikipédia en anglais intitulé « Lake Voulismeni » (voir la liste des auteurs).